# Pepe Angelillo
José „Pepe“ Angelillo (* 19. September 1960 in Tandil) ist ein argentinischer Jazzpianist, Arrangeur und Komponist.

## Leben und Wirken
Angelillo ging 1980 nach La Plata, wo er als 1988 Harmonielehre, Formenlehre und Kontrapunkt bei Manolo Juárez, Sergio Balderrabano und Sergio Hualpa studierte und eine klassische Klavierausbildung bei Martha Bogiorno, Mónica Opansky, Maruja Callejas, später bei Haydee Schvartz absolvierte. Ab 1996 wandte er sich der Jazzmusik zu. Neben autodidaktischen Studien nahm er hier Unterricht bei Abel Patrone und besuchte Workshops von Joe Zawinul und Dave Holland. Er unterrichtet Jazzmusik am Conservatorio Provincial Gilardo Gilardi.
Als Jazzmusiker nahm er mehrfach am El Bolson Jazz Festival, dem Festival Jazz en Abril, dem La Plata Jazz Festival, dem Festival Internacional Buenos Aires Jazz, und im Jahr 2011 am Festival Internacional de Rosario und dem Festival Mar del Plata Jazz teil. Er arbeitete und arbeitet regelmäßig mit argentinischen Musikern wie Cuchi Leguizamón, Pocho Lapouble, Mingo Martino, Pablo Ledesma, Néstor Gómez, Negro González, Hernán Merlo, Ricardo Lew, Matías González, Horacio López, Mono Hurtado, Quique Sinesi, Alejandro De Mogli, Oscar Giunta, Mono Izaurralde, Alejandro Herrera, Sergio Poli, Fefe Botti, Sergio Petravich, Gustavo Bergalli, Americo Belloto, Marcelo Serena, Omar Gomez, Ezequiel Piazza, Carlos Lastra, Pablo Puntoriero, Jorge Lopez Ruiz, Mariano Sivori und internationalen Musikern wie George Haslam, Paul Hession, Elton Dean, Erling Kroner, Hillard Green, Claudio Rossi, Anna Maria Mussachio, Ximo Tebar, Marcelo Cohelo, Cucho Arbañil und Dick Miñako Sanchez zusammen und ist Mitglied von Brian Adlers internationalem Projekt Helio, an dem in Argentinien außerdem Rodrigo Domínguez, Pipi Piazzolla, Jerónimo Carmona, Martín Delasalletta und Pablo Ledesma mitwirken.
Angelillo arbeitet mit Pablo Ledesma im proyecto M y M über die Musik von Thelonious Monk und Charles Mingus, ist Pianist im Quartett des Geigers Sergio Poli und leitet ein eigenes Trio mit dem Schlagzeuger Daniel Viera und dem Kontrabassisten Marcelo Friedman. Er wirkte als Begleitmusiker an 15 Plattenaufnahmen mit und veröffentlichte drei eigene Alben: Reflexiones (2004), Modo Monk (2007) und Quiet Now (2010).